# Ростомян, Грачья Давидович
Грачья Давидович Ростомян (арм. Հրաչյա Դավթի Ռոստոմյան; 3 марта 1981, Ереван) — армянский политический деятель, министр спорта и по вопросам молодёжи (2012—2013, 2016—2018, 2018). Кандидат педагогических наук. Лейтенант запаса.

## Биография
Выступал в составе юношеской сборной Армении по баскетболу. Мастер спорта Армении. Является первым арбитром независимой Армении международной категории.
С 1998 года по 2003 год обучался по специальности врач-стоматолог-терапевт на стоматологическом факультете Ереванского государственного медицинского университета имени Мхитара Гераци. С 2003 года по 2006 год проходил клиническую ординатуру того же вуза по специальности унистоматолог-ортопед. Затем, с 2006 года по 2010 год учился на спортивно-оздоровительном факультете Армянском государственном институте физической культуры по квалификации тренера-педагога.
Работал товароведом ООО «Ани 90» (1997—1999). В 2003 году в качестве врача-интерна трудился в детской стоматологической поликлинике № 5. Работал в селе Агарак Арагацотнской области.
С 2006 года по 2008 год являлся преподавателем Ереванского государственного медицинского университета. Затем в течение двух лет был лаборантом кафедры физкультуры. 12 марта 2006 года стал президентом Федерации баскетбола Армении. В 2008 году был избран в Совет старейшин Еревана, где находился в течение года.
С 2010 года по 2012 год — генеральный секретарь Национального Олимпийского комитета Армении.
31 мая 2012 года стал министром спорта и по вопросам молодёжи в правительстве Тиграна Саргсяна, спустя год сложил свои полномочия. После чего вновь возглавил НОК Армении. На церемонии открытия Европейских игр 2015 в Баку Ростомян являлся знаменосцем армянской команды.
В 2015 году стал кандидатом педагогических наук защитив диссертацию «Олимпийское движение и методика олимпийского образования юных спортсменов».
27 сентября 2016 года вновь возглавил министерство спорта и по делам молодёжи в правительстве Карена Карапетяна. В декабре 2017 года поддержал выразил слова поддержки российским спортсменам отстранённым МОК от участия в Зимних Олимпийских играх 2018 года. В этом же месяце был переизбран на пост президента Федерации баскетбола Армении. 9 апреля 2018 правительство Карапетяна было отправлено в отставку.
23 апреля 2018 года, после отставки Сержа Саргсяна из-за протестов исполняющим обязанности премьер-министра стал Карен Карапетян, а Грачья Ростомян стал исполняющим обязанности министра спорта и по вопросам молодёжи. Спустя два дня, 25 апреля Ростомян подал в отставку и присоединился к продолжающимся уличным протестам. Ростомян, по собственным словам, является сторонником партии «Процветающая Армения» и поддержал призывы к мобилизации лидера партии Гагика Царукяна.

## Награды
- Медаль «За заслуги перед Отечеством» 2 степени (7 сентября 2016) — за значительный вклад в сферу физической культуры и спорта[12]
- Медаль Признательности[арм.] (24 сентября 2015) — за вклад в развитие физической культуры и спорта[13]
- Медаль «Грант Шагинян»
- Медаль «Андраник Озанян»
- Медаль «Зинвор Айреняц»
- Медаль 75-летия Ереванского государственного медицинского университета
- Благодарственная грамота Президента Армении